# Kmetijstvo
Kmetíjstvo ali agrikultúra je človekova dejavnost, ki se ukvarja z gojenjem rastlin in živali za hrano in surovine, običajno udomačenih živali in kulturnih rastlin, ki jih je skozi generacije odbiral človek za čim večji pridelek. Glavni panogi sta poljedelstvo in živinoreja. Znanstvena veda o kmetijstvu je agronomija, interdisciplinarna veda, ki združuje različna znanja biologije in družboslovja.
Poljedelstvo se je pojavilo pred približno 10.000 leti in je pomenilo velik korak v človekovem razvoju. Odkritje je omogočilo, da se je človek za stalno naselil na določenem območju. Osvajal je vedno nove površine, na katerih je gojil svoje rastline. S poljedelstvom se je zmanjšala človekova odvisnost od spontane narave. Človek je začel naravo spreminjati po svojih željah in potrebah. Z razvojem civilizacije so države pošiljale svoje ekspedicije v svet. Z njimi so iz drugih delov sveta prihajale tudi nove živali in rastline. Evropejci so v Ameriko pripeljali konje, govejo živino in svinje. Iz Amerike pa so se po vsem svetu razširila žita, ječmen, paradižnik, krompir in drugo. Tako se je obogatila prehrana vseh ljudi. V 18. stoletju so se v Evropi začela razvijati poljedelska znanja. V 19. stoletju se je s tehnološko revolucijo in predvsem z mehanizacijo kmetijstva povečala tudi učinkovitost kmetijstva. Vse več dela pri obdelavi polja so opravili stroji. Za isto količino pridelka je bilo potrebno čedalje manj delovne sile. Število zaposlenih v kmetijstvu se je začelo zmanjševati. Po koncu druge svetovne vojne se je z novimi načini obdelovanja zemlje, z novo tehnologijo z odkritjem pesticidov, herbicidov in z novimi načini intenzivnega kmetovanja proizvodnja hrane v razvitem svetu precej povečala. Danes je v razvitih deželah v navadi intenzivno kmetovanje z dognojevanjem in škropljenjem rastlin, z uporabo kemikalij, ki preprečujejo rast plevela in pomorijo škodljivce. Pri vzreji domačih živali se je namesto pašništva prav tako uveljavila intenzivna vzreja živali, s katero se poizkuša čim prej doseči čim večji prirast mesa.
Leta 2007 je Mednarodna organizacija dela objavila podatek, da kmetijstvo prvič v zgodovini civilizacije ni največji sektor globalne ekonomije.

## Vrste kmetijstva
Pastirstvo je panoga, ki se ukvarja s pašno rejo udomačenih živali. Nomadski pastirji selijo črede živine v iskanju pašnikov, krme in vode. Ta vrsta kmetijstva je razširjena v suhih in polsuhih predelih Sahare, Srednje Azije in Indije.
Pri požigalništvu kmetovalci izkrčijo zaplato gozda z izsekavanjem in požiganjem dreves. Očiščeno zemljišče uporabijo za pridelavo poljščin dokler čez nekaj let prst ni preveč osiromašena, nakar območje opustijo in izkrčijo drug del gozda. To vrsto kmetovanja izvajajo v delih sveta z obilnimi padavinami, kjer se gozd hitro obnavlja – v severovzhodni Indiji, Jugovzhodni Aziji in v porečju Amazonke.
Samooskrbno kmetijstvo zadovoljuje potrebe družine ali manjše lokalne skupnosti, le malo ostane za prodajo izven skupnosti. Intenzivno ga izvajajo v monsunski Aziji in Jugovzhodni Aziji. Po oceni je bilo leta 2018 na svetu 2,5 milijardi samooskrbnih kmetovalcev, ki so obdelovali več kot polovico obdelovalne zemlje.
Intenzivno kmetijstvo se osredotoča na maksimiziranje produktivnosti, z najmanjšim možnim deležem neobdelane zemlje in visokim vnosom (voda, gnojilo, pesticidi in avtomatizacija). Izvajajo ga v glavnem v razvitih državah.

## Položaj sodobnega kmetijstva
V 20. stoletju se je z vzponom intenzivnega kmetijstva močno povečala produktivnost. Po ekonomskim merilih je denimo kmetijstvo v Združenih državah Amerike zdaj približno 1,7-krat produktivnejše na enoto vloženega dela in kapitala kot leta 1948. Največji delež kmetijske pridelave na svetu ima sicer Ljudska republika Kitajska, ki ji sledijo Evropska unija, Indija in ZDA. Intenzivno kmetovanje temelji na uporabi sintetičnih gnojil, pesticidov in mehanizacije, kar zmanjšuje potrebo po delovni sili, hkrati pa povzroča onesnaževanje in povečuje odvisnost kmetijstva od trga ter državnih subvencij. Degradacija prsti in bolezni ter škodljivci so drug globalen problem; resno degradiranih naj bi bilo že 40 % vseh obdelovalnih površin na svetu.
V zadnjih letih se v razvitih državah krepi odpor proti konvencionalnemu intenzivnemu kmetijstvu zaradi okoljskih posledic, kar je vodilo do vzpona gibanj za ekološko, regenerativno in trajnostno kmetijstvo. Vodilno vlogo na tem področju ima Evropska unija, ki je leta 1991 prva začela certificirati ekološke kmetovalce in leta začela reformo sistema subvencij v skupni kmetijski politiki. Proces je spodbudil raziskave alternativnih tehnologij, kot so integriran nadzor škodljivcev, selektivna vzreja in pridelava v kontroliranih pogojih (rastlinjaki, hidroponika ipd.) in genetsko spremenjeni organizmi.
Po drugi strani povpraševanje po pridelkih za proizvodnjo biogoriv, pozidava kmetijskih zemljišč, naraščanje prevoznih stroškov v globalizirani trgovini, podnebne spremembe in naraščanje števila prebivalstva ogrožajo prehransko varnost v mnogih delih sveta.

### Delovna sila
Po ekonomskem modelu treh sektorjev je lahko delež prebivalstva, ki se preživlja s kmetijstvom in drugimi primarnimi aktivnostmi, večji od 80 % v najmanj razvitih državah, v zelo razvitih pa manj kot 2 %. Od industrijske revolucije ta delež vztajno pada, od 55–75 % v 16. stoletju v Evropi, 35–36 & v 19. stoletju do manj kot 10 % danes. V začetku 21. stoletja se je s kmetijstvom preživljala milijarda ljudi ali več kot tretjina vse svetovne delovne sile. Sektor predstavlja približno 70 % otroškega dela in v mnogih državah je v kmetijstvu precej večji delež žensk kot v drugih panogah. Leta 2007 je kmetijstvo na globalni ravni prvič v zgodovini prehitel terciarni (storitveni) sektor.

## Kmetijstvo v Sloveniji
V Sloveniji predstavljajo kmetijska zemljišča 32 % celotnega ozemlja, gozdovi okoli 59,9 %, 8,2 % površin pa predstavljajo ostala zemljišča. V strukturi rabe kmetijskih zemljišč zavzemajo največji delež trajni travniki in pašniki (54,6 %), sledijo jim njive (30,3 %) ter trajni nasadi (8,4 %). Slabih 7 % kmetijskih zemljišč predstavljajo ostala kmetijska zemljišča. To so opuščena zemljišča, ki se stihijsko zaraščajo.
Glavna poljščina je koruza, ki je s tega mesta po drugi svetovni vojni izrinila pšenico, v zadnjih desetletjih pa se povečuje tudi delež industrijskih in krmnih rastlin v pridelavi. V živinoreji prevladuje govedoreja.
Slovenija se uvršča med države z nadpovprečnim deležem podeželskih območij v EU. Od skupno 12 statističnih regij v Sloveniji je kar osem pretežno podeželskih, štiri pa so značilno podeželske (po kriterijih OECD). Značilno podeželska območja predstavljajo 30,5 % celotnega ozemlja države in zajemajo 38,5 % vsega prebivalstva. Ostali del ozemlja in prebivalstva pa spada pod pretežno podeželska območja. Delež prebivalstva, ki se primarno ukvarja s kmetijstvom, pa je padel že pod 5 %.